# Benedetto Luti

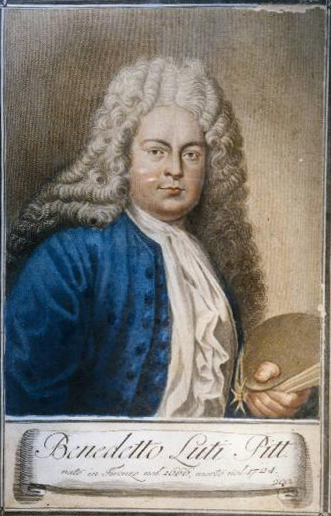
Zelfportret

Benedetto Luti (Florence, 17 november 1666 – Rome, 17 juni 1724) was een Italiaanse schilder. 
Luti werd geboren in Florence. In 1691 verhuisde hij naar Rome waar hij werd geïnspireerd door de Toscaanse groothertog Cosimo III de' Medici die erg enthousiast was over zijn pastel portretten. Luti was de eerste schilder die werkte met pastels voor de fresco’s. Luti werkte ook met olieverf en maakte olieschilderingen. Hij schilderde onder ander voor de Sint-Jan van Lateranen.
Behalve schilder was Luti ook een succesvol kunsthandelaar. Hij leidde een school voor schilderen. Onder zijn leerlingen behoren onder andere beroemde schilders en architecten als Giovanni Paolo Pannini (bekend van het interieur van het Pantheon in Rome), Jean-Baptiste van Loo en Charles-André van Loo.
- Biblioteca Nacional de España: XX4846180
- Bibliothèque nationale de France: cb14910897w (data)
- Gemeinsame Normdatei: 123481708
- International Standard Name Identifier: 0000 0000 8076 393X
- KulturNav: fd1679a1-d2b8-4b9c-957a-7e62ff825999
- Library of Congress Control Number: no2012077062
- Nationale Bibliotheek van Tsjechië: jo2010602882
- RKD-Nederlands Instituut voor Kunstgeschiedenis: 51413
- Istituto Centrale per il Catalogo Unico: RMRV023183
- SNAC: w6z9124m
- Système universitaire de documentation: 162547064
- Union List of Artist Names: 500012192
- Virtual International Authority File: 13217964
- WorldCat: E39PBJwCW4BRRxtH3gGT3M7T73